# Avrainville (Essonne)
Avrainville – miejscowość i gmina we Francji, w regionie Île-de-France, w departamencie Essonne.
Według danych na rok 1990 gminę zamieszkiwało 556 osób, a gęstość zaludnienia wynosiła 61 osób/km² (wśród 1287 gmin regionu Île-de-France Avrainville plasuje się na 785. miejscu pod względem liczby ludności, natomiast pod względem powierzchni na miejscu 420.).